# Pirata sedentarius
Pirata sedentarius là một loài nhện trong họ Lycosidae.
Loài này thuộc chi Pirata. Pirata sedentarius được M. E. Montgomery miêu tả năm 1904.